# سکو غنی مشتری
سکوی غنی مشتری (به انگلیسی :Rich Client Platform) سکویی برای توسعه مشتری غنی است.

## تا سال ۲۰۰۰
برنامه‌ها دارای دو مدل طراحی هستند:
- برنامه‌هایی که نیاز به پشتیبانی شبکه‌ای ندارند
- برنامه‌هایی که به صورت مشتری-خدمت گزار هستند.

در مدل اول، پشتبیانی از شبکه در برنامه وجود نداشته و برنامه به صورت عمومی از شبکه بهره‌مند می‌گردد. ولی در مدل دوم، برنامه نیازمند نصب برنامه‌ای بر روی مشتری است. مدیریت این سیستم پیجیده است و بار ترافیکی بالایی را بر روی پهنای باند اعمال می‌نماید.

## از سال ۲۰۰۰ تا کنون
برنامه مشتری، به گونه‌ای طراحی می‌گردد تا از تصب برنامه بر روی آن ایستگاه کاری جلوگیری نماید. تمام پردازش‌ها به صورت منطقی در مشتری صورت می‌پذیرد. امروزه ایستگاه‌های کاری کاربرد بسیاری دارد. برنامه‌های وب تحت این مدل طراحی و اجرا می‌شوند. به این مدل کارساز سبک می‌گویند، که نمونهٔ بارز آن مروگر هایوب هستند.

## از سال ۲۰۰۲ به بعد
برنامه‌های غنی اینترنت برای افزایش تعامل انسان و رایانه پا به عرصه دنیای وب گذاشتند. آن‌ها امکاناتی را برای تعامل انسان و رایانه را مشابه با مدل مشتری-خدمت گزار فراهم می‌آوردند. ای‌جکس نمونه از این برنامه هایکاربردهای غنی اینترنتی است.

## امروزه
مشتری غنی توانایی توسعه برنامه‌های سنتی، یا برنامه‌های مشتری-خدمت گزار را با ایجاد محیط اجرا فراهم می‌آورد. در این حالت، این محیط شامل اجزایی اولیه که می‌تواند در برنامه مستقر گردد.
همچنین چهاچوبی را برای توسعه ارائه می‌نماید که شامل اجزایی اولیه برای راحت‌تر نمودن کار توسعه دهندگان است.
|                                 | مشتری فربه                                                                                | مشتری سبک |
| المان‌های لازم برای اجرای مشتری  | محیط اجرایی در سیستم پاسخگو                                                               | برنامه‌های میزبان، مرورگرهای وب و شبکه‌های بیسیم با پهنای باند بالا                                                   |
| بهره‌برداری از منابع محلی میزبان | بله، استفاده بهتر از پردازشگر مرکزی، حافظه، فضای دیسک. با امکان دسترسی مستقیم به دستگاه‌ها | بسیار محدود، دسترسی بسیار محدود از طریق مرورگر به آیتم‌ها که همراه تنگناهایی است که از سوی معیارهای حفاضتی اعمال شده |
| جریان اجرایی                    | عموما مطلوب است                                                                           | وابسته به شبکه است                                                                                                  |
| مدل کاری                        | قابل کار به عنوان خطوط موازی                                                              | به صورت عمومی، تنها یم کار قابل انجام است                                                                           |
| فن آوری موجود                   | سکوی مشتری فربه (سکوی غنی مشتری اکلیپس، سکوی غنی مشترینتبینز)                             | وب ۲٫۰، ای‌جکس |

## سکوی غنی مشتری
به‌طور کلی این سکو شامل اجزا زیر باشد:
- یک هسته (یا ریز هسته)، مدیر جرخه عمر
- یک چهارجوب بسته‌بندی استاندارد
- ابزار ویدجت با قابلیت حمل
- میانگیر پرونده، اداره متن، ویرایشگر فایل
- انقیاد داده
- مدیریت به روزآوری

با این امکان، برنامه نویسان قادر به ایجاد برنامه‌های خود بر روی سکوی موجود دارند. که این کار جایگزین نوشتن یک برنامه کامل از ابنداست. برنامه نویسان قادر خواهند بود تا از ویژگی‌های اثبات شده و آزمایش شدهٔ چارچوب موجود توسط سکوی بهره‌مند گردند. ایجاد برنامه بر روی امکانات یک سکو، توسعه برنامه و یکپارچگی را سریعتر می‌نماید. در حالی که بار چند سکویی بودن برنامه بر دوش توسعه دهندگان سکوست.

از نمونه‌های متن باز برای این موضوع می‌نوان به اکلیپس و نتبینز اشاره نمود.